# Romina Vidal-Russell
Romina Vidal-Russell es una botánica argentina que trabaja en las áreas de fitogeografía, filogenia y plantas parásitas, y sobre las cuales ha escrito extensamente. Sus artículos sobre la filogenia de plantas parásitas se citan en el sitio web de Angiosperm Phylogeny Website,  y en otros lugares. Realiza gran cantidad de trabajos en colaboración con redes internacionales.  En el año 2022 trabaja en el Departamento de Botánica de la Universidad Nacional del Comahue en Argentina. Obtuvo un doctorado. en Universidad del Sur de Illinois Carbondale (SIUC) con Daniel L. Nickrent como supervisor.
Tiene dos abreviaturas de botánico en el IPNI: una de botánica, la otra de micóloga.
- La abreviatura «Vidal-Russ.» se emplea para indicar a esta persona como autoridad en la descripción y clasificación científica de los vegetales.
- La abreviatura «Vid.-Russ.» se emplea para indicar a esta persona como autoridad en la descripción y clasificación científica de los vegetales.

## Nombres publicados
- Amyeminae Nickrent & Vidal-Russ., Taxon 59(2): 548 (2010).
- Dendrophthoinae Nickrent & Vidal-Russ., Taxon 59(2): 549 (2010).
- Emelianthinae Nickrent & Vidal-Russ., Taxon 59(2): 549 (-550) (2010).
- Ileostylinae Nickrent & Vidal-Russ., Taxon 59(2): 548 (2010).
- Ligarinae Nickrent & Vidal-Russ., Taxon 59(2): 547 (2010).

(lista incompleta como Vidal-Russ.)
- Chaenothecopsis quintralis Messuti, Amico, Lorenzo & Vid.-Russ. 2012

(como Vid.-Russ. - micóloga)